# 威廉·B·伊尔德曼斯出版公司
威廉·B·伊尔德曼斯出版公司（Wm. B. Eerdmans Publishing Company）是一家宗教出版社，总部位于大急流城 (密歇根州)。1911年由威廉·B·伊尔德曼斯（William B. Eerdmans）(c.1880-1966)创建并独立拥有。该公司长期出版范围广泛的基督教的宗教书籍，包括自有关基督教神学、圣经研究、基督教历史及参考书的学术作品，至有关灵性、社会批评、文化批评及文学的流行题目。
献给年轻读者的伊尔德曼斯书籍（Eerdmans Books for Young Readers）始于1995年，作为威廉·B·伊尔德曼斯出版公司的一个印记，专门为自婴儿至年轻成年人提供优质小说和非小说。